# Tres homes en una barca
Tres homes en una barca (títol original: Three Men in a Boat) és una pel·lícula de comèdia en color de CinemaScope britànica de 1956 dirigida per Ken Annakin, protagonitzada per Laurence Harvey, Jimmy Edwards i David Tomlinson. Va ser escrita per Hubert Gregg i Vernon Harris i es basa en la novel·la homònima de 1889 de Jerome K. Jerome. Està doblada al català.

## Argument
Durant l'època eduardiana en Harris, en "J" i en George volen allunyar-se de tot. Decideixen marxar de vacances pujant en barca pel riu Tàmesi fins a Oxford, portant amb ells el seu gos Montmorency. George està content d'allunyar-se de la seva feina al banc. En Harris s'alegra d'allunyar-se de la senyora Willis, que l'està pressionant perquè es casi amb la seva filla Clara. I en "J" està més que ansiós per agafar unes vacances de la seva dona, Ethelbertha.

## Repartiment
- Laurence Harvey com George
- Jimmy Edwards com Harris
- David Tomlinson com Jerome "J"
- Shirley Eaton com Sophie Clutterbuck
- Jill Ireland com Bluebell Porterhouse
- Lisa Gastoni com Primrose Porterhouse
- Martita Hunt com Mrs Willis
- Joan Haythorne com Mrs Porterhouse
- Campbell Cotts com Ambrose Porterhouse
- Adrienne Corri com Clara Willis
- Noelle Middleton com Ethelbertha
- Charles Lloyd-Pack com Mr Quilp
- Robertson Hare com fotograf
- A. E. Matthews com 1r jugador de criquet
- Miles Malleson com 2n jugador de criquet
- Ernest Thesiger com àrbitre
- Hal Osmond com cotxer

## Recepció

### Taquilla
La pel·lícula va ser la 12a pel·lícula més popular a la taquilla britànica el 1957.
Segons Kinematograph Weekly, la pel·lícula va ser "in the money" a la taquilla britànica el 1957.

### Crític
The Monthly Film Bulletin va escriure: "Jimmy Edwards i David Tomlinson haurien d'haver estat representats idealment per a la deliciosa comèdia de Jerome. Malauradament, la curiosa adaptació i el maneig maldestre han destruït efectivament la major part de l'encant i l'humor del llibre original. La bufetada és crua i poc inventiva. ."
The Radio Times Guide to Films va donar a la pel·lícula 4 de 5 estrelles, escrivint: "El conjunt, inclòs David Tomlinson, és amabilitat en si mateix, mentre que les noies que porten el para-sol són tan radiants com els dies daurats d'abans".
A British Sound Films: The Studio Years 1928–1959, David Quinlan va valorar la pel·lícula com a "mediocre", escrivint: "La comèdia acolorida no té l'humor original de Jerome- senzillament no és divertida".